# Chakib Arslan
Pour les articles homonymes, voir Arslan.
 (juin 2025).
Chakib Arslan (en arabe : شكيب ارسلان‎; 1869–1946) est un prince (émir) druze sunnite originaire du Liban surnommé « Amir al-Bayān » (c.-à-d., Prince de l'éloquence) pour sa maîtrise de la langue arabe. C'était un historien, un homme politique, un poète et un écrivain influent. Ce célèbre nationaliste arabo-islamique est à l'origine du journal La Nation Arabe, qui influença beaucoup de chefs nationalistes arabes, en particulier les indépendantistes maghrébins.

## Biographie
Issu de l'école réformiste de Al Afghani et de Mohammed Abdou (dont il a suivi les cours), il était tout d'abord un fervent soutien de l'ottomanisme et du panislamisme ; c'est pour cela qu'il s'opposa à la révolte arabe de 1916. Pour lui, la division de l'Empire ottoman marquerait du même coup la division de l'Oumma (communauté musulmane) au profit des puissances européennes. Il pensait qu'une réforme de l'Islam mènerait à une renaissance de l'Empire Ottoman.
Il dut s'exiler à Genève en Suisse, après l'invasion du Levant par l'armée française. Il passa les années d'entre-deux-guerres comme rédacteur de plusieurs journaux et influença notamment certains indépendantistes maghrébins. Il prit également la présidence de l'académie arabe de Damas. Il était par ailleurs le représentant officieux de la Palestine et de la Syrie au sein de la Société des Nations. Il était à la tête de la délégation permanente à Genève du Comité syro-palestinien, fondé au Caire en 1921.
C'était un compagnon du célèbre cheikh panarabe, Rachid Rida, dont il a écrit une biographie. Il possédait également un journal, La Nation Arabe, distribué du Maroc à Java, où il exprimait sa conviction de la prochaine renaissance de la nation arabe. Il est à l'origine du « Pacte Arabe » voté au Congrès de Jérusalem en 1931. Ce pacte inspira aussi certains nationalistes maghrébins. Dans les années 1930, il publie un livre, « Pourquoi les Musulmans ont-ils pris du retard et pourquoi les autres ont-ils pris de l’avance ? » Il y plaide pour l'adoption des sciences occidentales, tout en condamnant l'occidentalisation des mœurs. Car pour lui, « aucune société au monde n’a encore connu une démocratie aussi réelle que celle qui exista sous les quatre premiers khalifes de l’Islam. »
C'est le frère du prince Adil Arslân.

## Arslan en Afrique du Nord

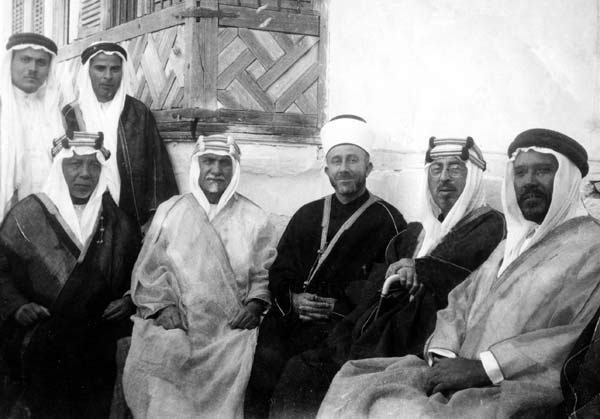
Le prince Shakib (deuxième à partir de la droite) en visite en Arabie saoudite au début des années 1930, vêtu d'un costume bédouin. À sa droite se trouvent Mohammad Amin al-Husayni, le grand mufti de Jérusalem, et Hashim al-Atassi, qui deviendra plus tard président de la Syrie.

Certains chefs nationalistes arabes ont été influencés par Arslan ; il entra très tôt en relation avec le cheikh tunisien Salah Chérif, et un notable marocain, El-Hadj Abdelssalam Bennouna ; il prit comme collaborateur aux travaux de l'Association des peuples d'Orient, fondée par lui à Berlin, le Tunisien Mohamed Bach Hamba, le frère d'Ali Bach Hamba, l'un des fondateurs en 1907 du mouvement Jeune Tunisien.
En Tunisie, il établit des relations intimes avec les chefs du mouvement destourien, dont Bourguiba et a aidé Abdelhafidh Haddad et ses compagnons lors de leurs exils en Europe pour rejoindre le moyen orient . En Algérie, il influença surtout Messali Hadj, leader de l'étoile nord-africaine qui le fréquenta assidument lors de son exil à Genève. Arslan contribua à éloigner Messali Hadj du parti communiste, et à le dresser contre le projet Blum-Viollette. Il rapprocha l'étoile nord-africaine du panarabisme et des concepts de Ouma ainsi que de l’union du grand Maghreb.
Au Maroc, Chakib Arslan fut le porte-voix de la campagne lancée contre le dahir berbère, avec son journal « La Nation Arabe ». Il devint un membre important de l'Action marocaine et prit en 1932, pour secrétaire du mouvement, Mohamed Hassan El Ouazzani.
Il a pris part à l'essor du panarabisme dans les pays du Maghreb. L'enseignement de la langue arabe est ainsi hautement revendiqué par les indépendantistes. Le panarabisme trouva un large crédit de la Libye au Maroc.
Dans son livre, Histoire du nationalisme algérien, Mahfoud Kaddache explique
« Cette approche du nationalisme arabe, sa prudente réserve à l'égard du communisme sont importantes, à notre avis, si l 'on veut saisir la complexe évolution du nationalisme algérien qui puisait sa source idéologique dans les deux courants, prolétaire et spirituel. Les travailleurs émigrés formés au dur combat de la réalité ouvrière, restaient sensibles au message qui venait de ce qui représentait leur passé et leur attachement à la civilisation arabo-islamique. Ce qui évoquait Damas, Bagdad et le Caire restait pour eux sacré. On le verra plus concrètement lorsque Chakib Arslan, guide du nationalisme arabe, accueillera à Genève Messali et prendra fait et cause pour l'Étoile Nord Africaine. »
La militante communiste Léo Wanner le rencontre à Genève en mars 1936.

## Appartenance maçonnique
En 1932, il devient membre important de l'Action Marocaine. Il aurait été initié dans les années 1930 au Grand Orient d'Espagne.